# Safaga
Safaga, también conocida como Bur Safaga o Port Safaga, es una ciudad de Egipto, en la costa del Mar Rojo, localizada a 60 kilómetros al sur de Hurghada.
Posee un atractivo turismo, especializado en submarinismo, y fue la sede del Campeonato Mundial de Windsurfing de 1993.

## Clima
Safaga tiene un clima desértico cálido (Clasificación climática de Köppen BWh), como en el resto de Egipto.
La temperatura más alta registrada fue 46 °C el 30 de julio de 2002, mientras que la temperatura más baja registrada fue 0 °C el 2 de febrero de 1993.
| Parámetros climáticos promedio de Safaga                                                     | Parámetros climáticos promedio de Safaga | Parámetros climáticos promedio de Safaga | Parámetros climáticos promedio de Safaga | Parámetros climáticos promedio de Safaga | Parámetros climáticos promedio de Safaga | Parámetros climáticos promedio de Safaga | Parámetros climáticos promedio de Safaga | Parámetros climáticos promedio de Safaga | Parámetros climáticos promedio de Safaga | Parámetros climáticos promedio de Safaga | Parámetros climáticos promedio de Safaga | Parámetros climáticos promedio de Safaga | Parámetros climáticos promedio de Safaga |
| Mes                                                                                          | Ene.                                     | Feb.                                     | Mar.                                     | Abr.                                     | May.                                     | Jun.                                     | Jul.                                     | Ago.                                     | Sep.                                     | Oct.                                     | Nov.                                     | Dic.                                     | Anual                                    |
| -------------------------------------------------------------------------------------------- | ---------------------------------------- | ---------------------------------------- | ---------------------------------------- | ---------------------------------------- | ---------------------------------------- | ---------------------------------------- | ---------------------------------------- | ---------------------------------------- | ---------------------------------------- | ---------------------------------------- | ---------------------------------------- | ---------------------------------------- | ---------------------------------------- |
| Temp. máx. abs. (°C)                                                                         | 33                                       | 34                                       | 38                                       | 42                                       | 43                                       | 46                                       | 46                                       | 44                                       | 43                                       | 43                                       | 35                                       | 34                                       | 46                                       |
| Temp. máx. media (°C)                                                                        | 21.9                                     | 22.7                                     | 26.1                                     | 28.1                                     | 31.7                                     | 33.8                                     | 34                                       | 34.4                                     | 32.3                                     | 30.2                                     | 27                                       | 23.4                                     | 28.8                                     |
| Temp. media (°C)                                                                             | 16.3                                     | 16.8                                     | 20.4                                     | 22.5                                     | 26.2                                     | 28.6                                     | 29                                       | 29.6                                     | 27.6                                     | 25.2                                     | 21.6                                     | 17.9                                     | 23.5                                     |
| Temp. mín. media (°C)                                                                        | 10.7                                     | 11                                       | 14.8                                     | 16.9                                     | 20.7                                     | 23.5                                     | 24.1                                     | 24.9                                     | 22.9                                     | 20.3                                     | 16.3                                     | 12.4                                     | 18.2                                     |
| Temp. mín. abs. (°C)                                                                         | 1                                        | 0                                        | 1                                        | 8                                        | 10                                       | 12                                       | 15                                       | 13                                       | 12                                       | 11                                       | 6                                        | 3                                        | 0                                        |
| Precipitación total (mm)                                                                     | 0                                        | 0                                        | 0                                        | 0                                        | 0                                        | 0                                        | 0                                        | 0                                        | 0                                        | 1                                        | 1                                        | 0                                        | 2                                        |
| Días de lluvias (≥ 1 mm)                                                                     | 0                                        | 0                                        | 0                                        | 0                                        | 1                                        | 0                                        | 0                                        | 0                                        | 0                                        | 0                                        | 0                                        | 0                                        | 1                                        |
| Fuente n.º 1: Climate-Data.org (altitud: 18m), Weather2Travel para los días de precip. y sol |                                          |                                          |                                          |                                          |                                          |                                          |                                          |                                          |                                          |                                          |                                          |                                          |                                          |
| Fuente n.º 2: Voodoo Skies para los registros de temperaturas.                               |                                          |                                          |                                          |                                          |                                          |                                          |                                          |                                          |                                          |                                          |                                          |                                          |                                          |

| Ene.  | Feb.  | Mar.  | Abr.  | May.  | Jun.  | Jul.  | Ago.  | Sep.  | Oct.  | Nov.  | Dic.  |
| ----- | ----- | ----- | ----- | ----- | ----- | ----- | ----- | ----- | ----- | ----- | ----- |
| 23 °C | 22 °C | 22 °C | 23 °C | 25 °C | 26 °C | 28 °C | 29 °C | 28 °C | 27 °C | 26 °C | 24 °C |